# Мухаммад ульд Мухтар
Мухаммад II ульд Мухтар (д/н — 1800) — 8-й емір Бракни в 1766—1800 роках.

## Життєпис
Походив з династії ульд-абддалах, гілки ульд-сієд. Син Мухтара ульд Мухаммада, шейха клану ульд-сієд. Замолоду брав участь у війнах з еміратом Трарза і походах проти імперії Фута-Торо.
Поразка еміра Ахмеда аль-Хайба у війні з Трарзою та слабкість його нащадка Алі ульд Ахмеда (з правлячої гілки ульд-нормах) призвело до того, що у 1766 році Мухаммад ульд Мухтар виступив проти останнього, прийнявши титул еміра. В результаті Бракна розділилася на декілька частин. 1767 року домовився з сенегальським губернатором Чарльзом Максвеллом щодо сплати британським торгівцями мита на Сенегалі.
У 1770 році почав війну проти запедаючої імперії Фута Торо, що тривала до 1776 року. 1780 року переміг еміра Ахмеяда, захопивши владу в державі. Фактично Мухаммад став засновником емірату, перетворивши його на більш-менш повноцінну державу, оскільки раніше це було кочове утворення.
1785 року уклав угоду з Людовиком Ле Гардьє де Репентіньї, французьким губернатором Сенегальської колонії. В ній Мухаммад II згадується як султан. Відповідно до неї в м. Подор мали створити фабрику з переробки гуаміарабіку. Також емір Бракни погодився нападати на каравани, що йшли до Порт Адді (на території емірату Трарза), де англійці облаштували свою факторію. Для цього емір отримав 100 гвинтівок і 200 бочок пороху, а також 400 частин гвінейської тканини (зафарбованої індиго).
1786 року почав війну проти Алі I, еміра Трарзи. після декількох невдалих сутичок, Мухаммад ульд Мухтар звернувся по допомогу до Абдул Кадира Кане, імама Фута-Торо. У битві біля Тауані війська Бракниі Фута Торо здолали еміра Трарзи, що загинув.
1793 року напав на французьких торгівців. У відповідь Конвент Французької республіки поставив про розірвання з Бракною будь-яких відносин. Спроба прихилити на свій бік Амара III, еміра Трарзи, була марною. Втім 1799 року Мухаммад ульд Мухтар став готувати напад на Сен-Луї. Втім ще до початку кампанії 1800 року раптово помер. Йому спадкував брат Сіді-Алі I.